# Александровка (Караідельський район)
Алекса́ндровка (рос. Александровка, башк. Александровка) — село у складі Караідельського району Башкортостану, Росія. Входить до складу Кірзинської сільської ради.
Населення — 41 особа (2010; 135 у 2002).
Національний склад:
- росіяни — 53 %